# Hainewalde

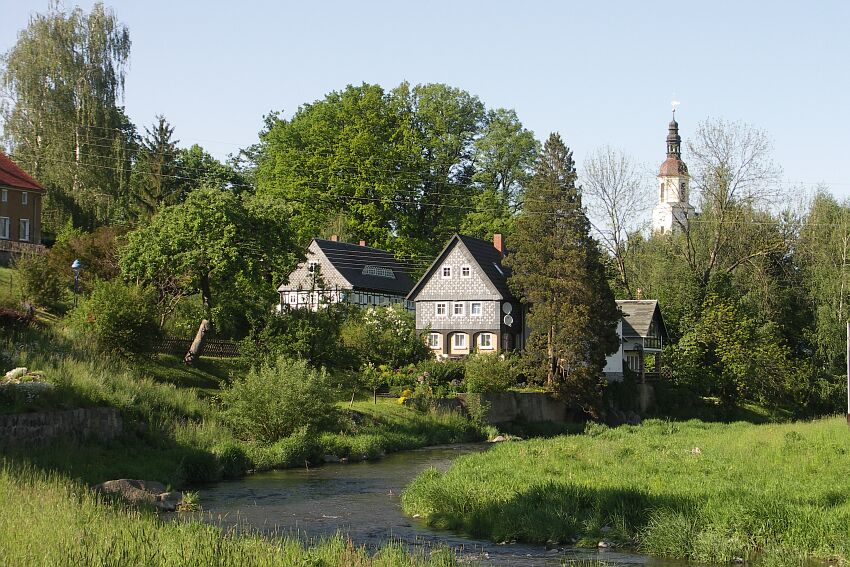
Hainewalde

Hainewalde est une commune de Saxe (Allemagne), située dans l'arrondissement de Görlitz, dans le district de Dresde. Elle est traversée par la Mandau, dans le parc naturel des montagnes de Zittau (Naturpark Zittauer Gebirge).
Le village est situé près du triangle formé par les frontières de l'Allemagne, de la Pologne, et de la Tchéquie.

## Curiosités et monuments
- Église de Hainewalde (début XVIIIe siècle)
- Wasserburg
- Château neuf (milieu XVIIIe siècle) et caveau baroque de la famille Kanitz-Kyaw